# Фицуильям-колледж (Кембридж)
Фицуильям-колледж (англ. Fitzwilliam College, до 1966 - Fitzwilliam House) — один из 31 колледжей Кембриджского университета в Великобритании. Основан в 1869 году как объединение неколлегиальных студентов, предоставляющее возможность обучения в университете тем, кто не мог позволить себе принадлежность к традиционному колледжу. Статус полноценного колледжа Фицуильям получил в 1966 году.
Колледж назван в честь улицы Fitzwilliam Street, первоначального местоположения учебного заведения, которая, в свою очередь, названа по музею Фицуильяма, основанному на средства 7-го виконта Фицуильяма.
В колледже обучается более 900 студентов. Он известен своей академической направленностью, особенно в области естественных наук, музыки, криминологии и политики. В разные годы студенты колледжа становились лауреатами Нобелевской премии, премьер-министрами, государственными деятелями и выдающимися учёными.
Колледж занимает просторную территорию на северо-западе Кембриджа, включающую здания в стиле модерн, построенные вокруг центрального особняка начала XIX века — The Grove. Среди архитекторов, работавших над зданиями колледжа, — сэр Денис Ласдэн и бюро Allies & Morrison. В колледже также расположены собственная часовня, библиотека, спортивные площадки и концертный зал.
Среди выпускников — премьер-министр Сингапура Ли Куан Ю, экономист Джозеф Стиглиц, политик Винс Кейбл, королева София Испанская, музыкант Ник Дрейк и другие.
Колледж активно развивает музыкальные и спортивные традиции. При нём действует постоянный Фицуильям-квартет, а также множество музыкальных и театральных коллективов.

## История
Фицуильям-колледж ведёт своё происхождение с 1869 года, когда Кембриджский университет разрешил поступление студентов, не входящих в состав колледжей. Для их организации был создан Совет неколлегиальных студентов (англ. Non-Collegiate Students Board), возглавляемый цензором, офис которого находился на Трампингтон-стрит, напротив Музея Фицуильяма.
Это объединение позволило способным, но небогатым студентам учиться в университете, сдавать экзамены и претендовать на стипендии. В 1887 году студенты выбрали для организации имя «Фицуильям» в честь улицы и музея, рядом с которыми располагался первый корпус. Университет официально утвердил название Fitzwilliam Hall.
Позднее учреждение было переименовано в Fitzwilliam House (1922). Оно быстро приобрело репутацию учебного центра, ориентированного на академические достижения. Среди студентов были будущие лауреаты Нобелевской премии и главы государств. Fitzwilliam House особенно проявил себя в области медицины и стал одним из самых международных по составу колледжей в университете.
Во второй половине XX века, с распространением государственных стипендий, потребность в отдельной неколлегиальной структуре уменьшилась. Хотя обсуждалось закрытие Фицуильяма, выпускники выступили против, и было решено добиваться преобразования в полноценный колледж. К 1963 году был построен новый кампус на севере Кембриджа, а в 1966 году колледж получил королевскую хартию и стал полноправной частью университета под названием Fitzwilliam College.

## Архитектура и кампус
Фицуильям-колледж расположен на севере Кембриджа, на территории бывшей усадьбы в стиле регентства. Архитектурный ансамбль сочетает историческую застройку XIX века и современные постройки второй половины XX века. Центральным зданием кампуса является особняк The Grove, построенный в 1813 году по проекту архитектора Уильяма Кастанса.
Первый этап современного строительства начался в 1960-х годах. Здания Fellows’ Court, Tree Court и главный Обеденный зал (Hall Building) были спроектированы выдающимся британским архитектором сэром Денисом Ласдном, также автором Национального театра в Лондоне. Здания выполнены в стиле модернизма и формируют северную часть кампуса.
Позднее были построены новые жилые и учебные корпуса: New Court (1985), часовня (1991), Wilson Court (1994), Gatehouse Court (2003) и концертный зал Auditorium (2004). Большинство зданий получили престижные архитектурные награды, включая RIBA Award и Civic Trust Award.
На территории колледжа также расположены собственные спортивные залы, аудитории, музыкальные и театральные пространства, а также благоустроенные сады, признанные одними из самых красивых в Кембридже.
В 2024 году три постройки колледжа — Центральное здание, New Court и Chapel — были включены в список зданий, охраняемых как памятники архитектуры второй категории (Grade II).

## Академический профиль
Фицуильям-колледж традиционно делает акцент на академической успеваемости и открыт для студентов всех слоёв общества. В разные годы колледж входил в среднюю и верхнюю часть Томпкинс-таблицы, которая ранжирует колледжи Кембриджского университета по результатам выпускных экзаменов.
Особенно сильные позиции колледж занимает в области естественных наук, криминологии, географии и музыки. Около 20 % студентов бакалавриата колледжа обучаются по программе естественных наук.
Колледж активно поддерживает развитие криминологических исследований: при нём работает департамент криминологии, где преподавали такие выдающиеся учёные, как сэр Энтони Боттомс и профессор Николa Пэдфилд.
Фицуильям-колледж известен и высокой активностью в области политики: в 2010 году среди членов парламента Великобритании было наибольшее число выпускников именно этого колледжа среди всех колледжей Кембриджа (6 депутатов и 4 пэра).
Кроме того, колледж организует специализированные мероприятия, например, ежегодный день для поступающих по направлению "география", что отражает особую популярность этой дисциплины среди студентов колледжа.

## Известные выпускники
- Ли Куан Ю — первый премьер-министр Сингапура (1959–1990)
- Джозеф Стиглиц — нобелевский лауреат по экономике, главный экономист Всемирного банка (1997–2000)
- Ангус Дитон — лауреат Нобелевской премии по экономике (2015)
- Винс Кейбл — британский политик, бывший министр по делам бизнеса
- София Греческая — королева Испании, супруга Хуана Карлоса I
- Ник Дрейк — культовый британский музыкант и автор песен
- Дэвид Старки — историк, телеведущий и публицист